# Музей дипломатического корпуса
Музе́й дипломати́ческого ко́рпуса — частный исторический музей в Вологде, располагавшийся в доме П. Д. Пузан-Пузыревского (деревянном особняке, памятнике архитектуры первой трети XIX века), в котором в 1918 году размещалось американское посольство. Экспозиция знакомила с малоизвестными событиями, происходившими в Вологде с февраля по июль 1918 года и связанными с пребыванием в городе 11 иностранных посольств и миссий во главе с американским послом Дэвидом Роулендом Фрэнсисом. Закрыт 4 ноября 2012 года.

## Дипломатический корпус в Вологде в 1918 году
С конца февраля 1918 года Вологда на 5 месяцев становится «дипломатической столицей России»: опасаясь захвата Петрограда немецкими войсками, в город эвакуируются представители 11 посольств (американское, английское, французское, сербское, бельгийское, сиамское, итальянское), консульств (бразильское) и миссий (японская, китайская, шведско-датская) во главе с американским послом Дэвидом Р. Фрэнсисом. Выбор Вологды Д. Р. Фрэнсис связывал с её удаленностью от фронта боевых действий, удобствами телеграфной связи и удачным транспортным расположением: город находился на пересечении важнейших железнодорожных путей, благодаря чему дипломатический корпус мог эвакуироваться в любом направлении.

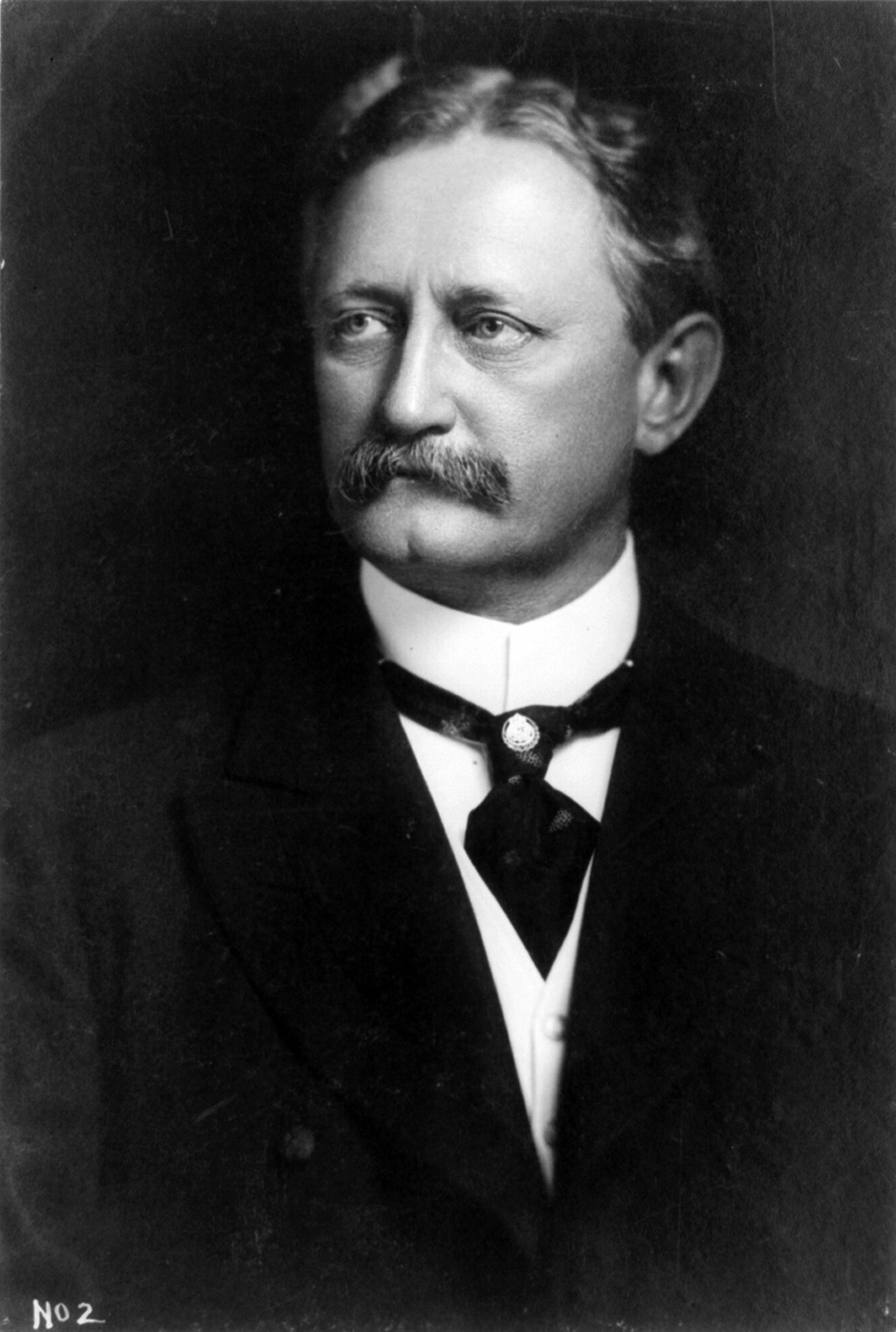
Дэвид Р. Фрэнсис

В течение 5 месяцев пребывания в Вологде дипломаты изучали политическую обстановку в Советской России и передавали правительствам своих стран соответствующие практические рекомендации. Это не осталось незамеченным большевистским руководством, которое с середины 1918 года стало «укреплять» власть в городе и проводить репрессии против «контрреволюционеров». В итоге уже 24 июля 1918 года, под давлением большевиков, дипломатический корпус покинул Вологду.

Пребывание дипломатов в дальнейшем подверглось забвению, когда само упоминание о посольствах в Вологде было политически опасно. В советской пропаганде дипломатов клеймили как «пособников мирового империализма» и упоминали только о их деятельности, направленной на свержение советской власти. В свою очередь, на Западе долгие годы считали этот период пребывания дипломатического корпуса потерянным временем. Лишь только в 90-е годы XX века в научных исследованиях и публицистических работах стала осознаваться историческая важность деятельности дипломатов в Вологде.

## История музея

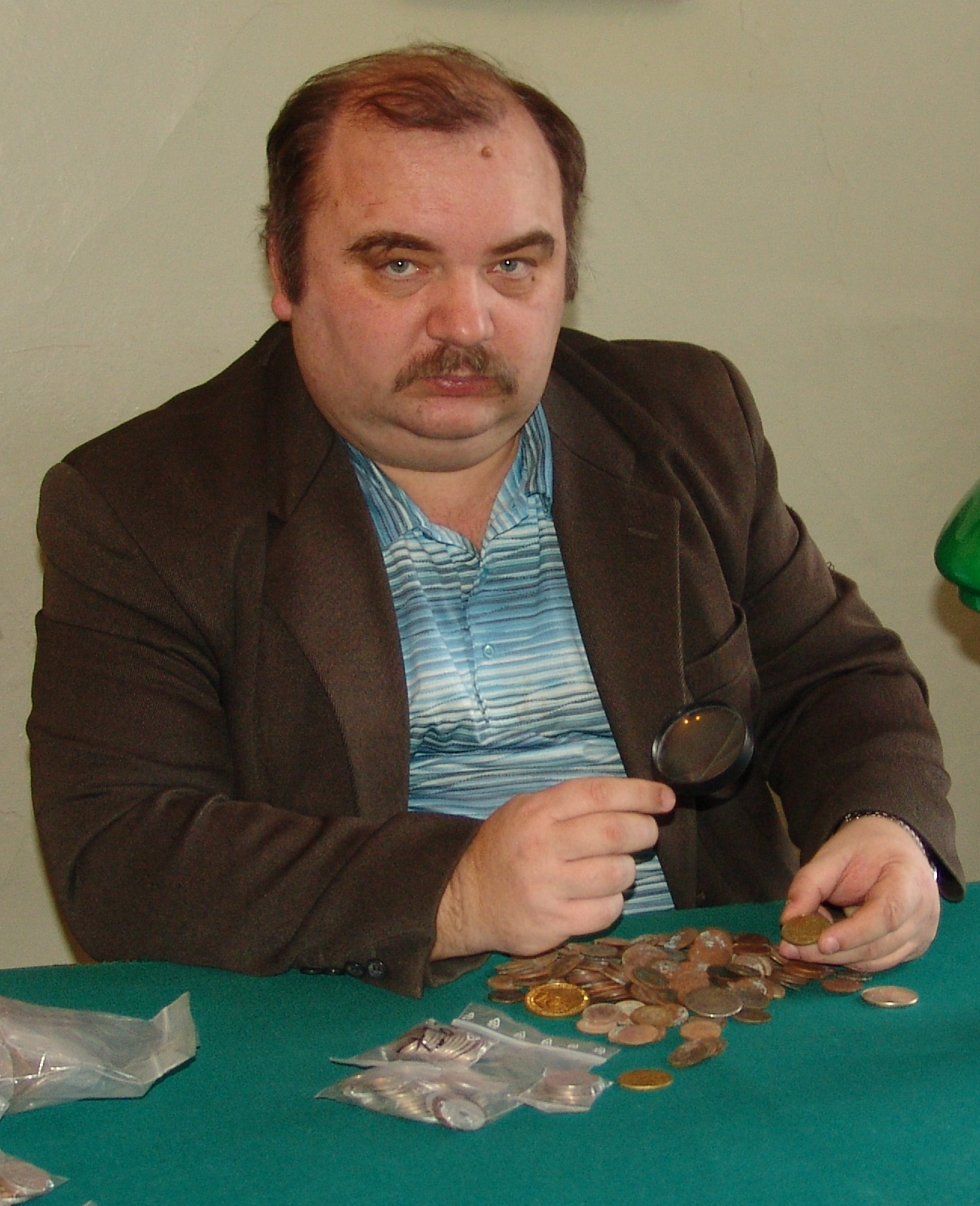
А. В. Быков — основатель и нынешний директор музея

В 1996 году вологодский историк А. В. Быков начинает активно накапливать материалы о пребывании дипломатического корпуса в Вологде. Ему удалось собрать ряд предметов быта, окружавших дипломатов, и копии ценных документов, в основном из местных архивов и личного архива Д. Р. Фрэнсиса в Сент-Луисе. 16 июля 1997 года в доме П. Д. Пузан-Пузыревского — деревянном особняке первой трети XIX века, в котором в 1918 году размещалось американское посольство — А. В. Быков организовал выставку «Иностранные посольства в Вологде в 1918 году». Этот день считается датой основания музея, который и сегодня находится в стенах дома П. Д. Пузан-Пузыревского.
Вскоре А. В. Быкову удалось получить доступ к материалам французского Дипломатического архива и оперативного архива ФСБ, где им были сняты копии ценных документов по деятельности французского посольства в Вологде. За счёт этих материалов 25 июня 1998 года при непосредственной поддержке и участии Посольства США в России экспозиция была расширена и состоялась торжественная церемония открытия двух залов «Музея дипломатического корпуса», на которой присутствовал американский посол Джеймс Коллинз.

За время своего существования почётными гостями и друзьями музея стали родственники участников событий 1918 года:
- Телтон Френсис Рэй — бизнесмен, внук посла США в России в 1916-1918 годах Д. Р. Фрэнсиса
- Сэр Чипс Кесвик — внук британского посланники Ф. О. Линдлея;
- Таня Роуз — дочь корреспондента «The Manchester Guardian» Ф. Прайса;
- Жан Дульсе — внук французского посланника Жана Дульсе;

а также известные российские и зарубежные деятели:
- Принц Майкл Кентский — член английского королевского дома
- Барон Эдуард фон Фальц-Фейн — известный меценат русского происхождения из Лихтенштейна
- Джеймс Биллингтон — директор Библиотеки Конгресса США;
- Джеймс Коллинз — посол США в России в 1997-2001 годах.
- Сэр Родерик Брэйтуэйт — посол Великобритании в России в 1988-1992 годах.
- другие представители посольств США, Великобритании, Франции, Италии, Японии, Бразилии, Канады, Венгрии.
- Норман Сол — историк, автор капитального трёхтомного труда по истории российско-американских отношений.
- Харпер Барнс — историк, официальный биограф Д. Р. Фрэнсиса.
- Александр Коржаков — начальник службы безопасности Б. Н. Ельцина в 1990-1996 годах.
- Никита Белых — лидер «Союза правых сил» (2005—2008), Губернатор Кировской области (c 2009 года).
- Елена Мизулина — депутат Государственной Думы второго (1995—1999), третьего (1999—2003) и пятого (с 2007) созывов.
- Владимир Лопатин — известный юрист, депутат Государственной Думы в 1995-2000 годах.

Среди постоянных корреспондентов музея были профессора известных институтов, университетов, музеев, библиотек мира.
4 ноября 2012 года музей был закрыт.

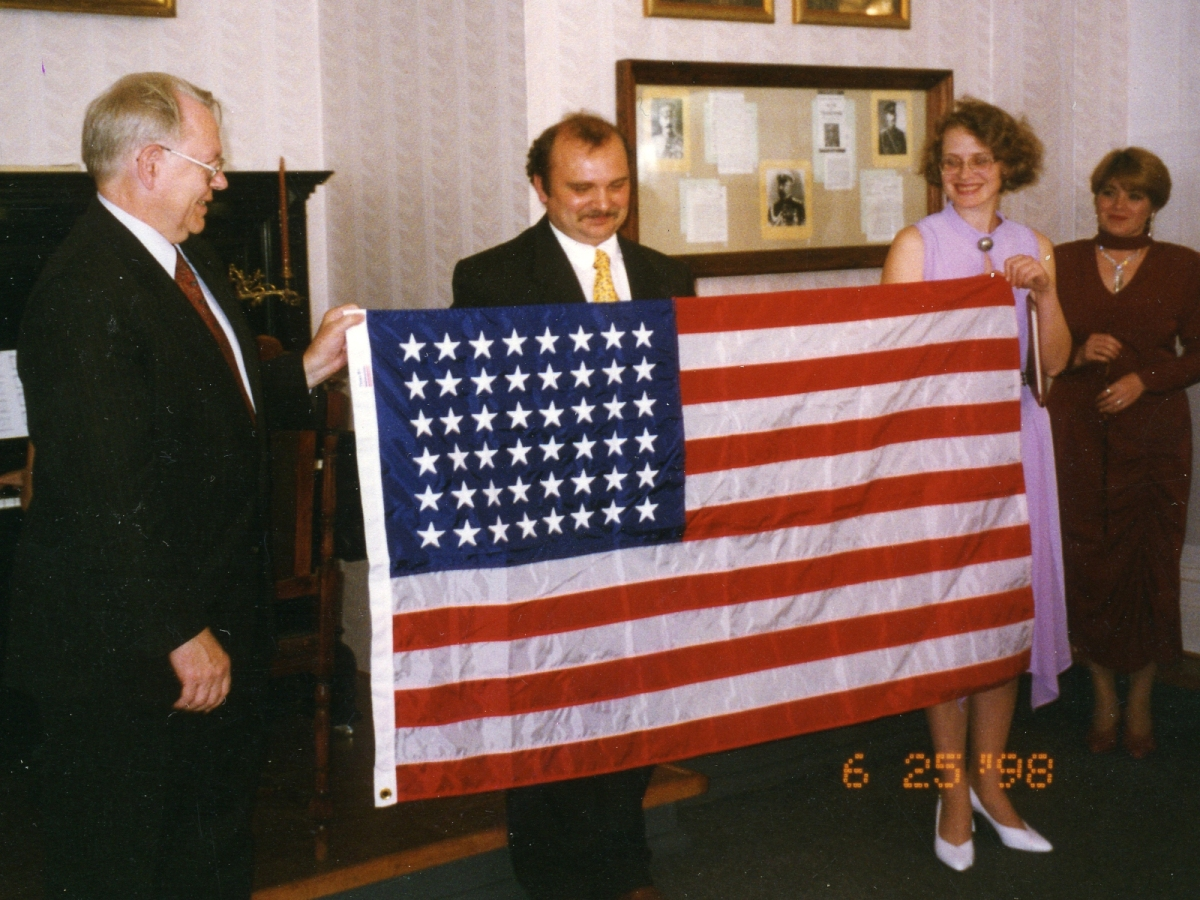
Церемония открытия двух залов музея 25 июня 1998 г. Слева — американский посол Дж. Коллинз, в центре — А. В. Быков
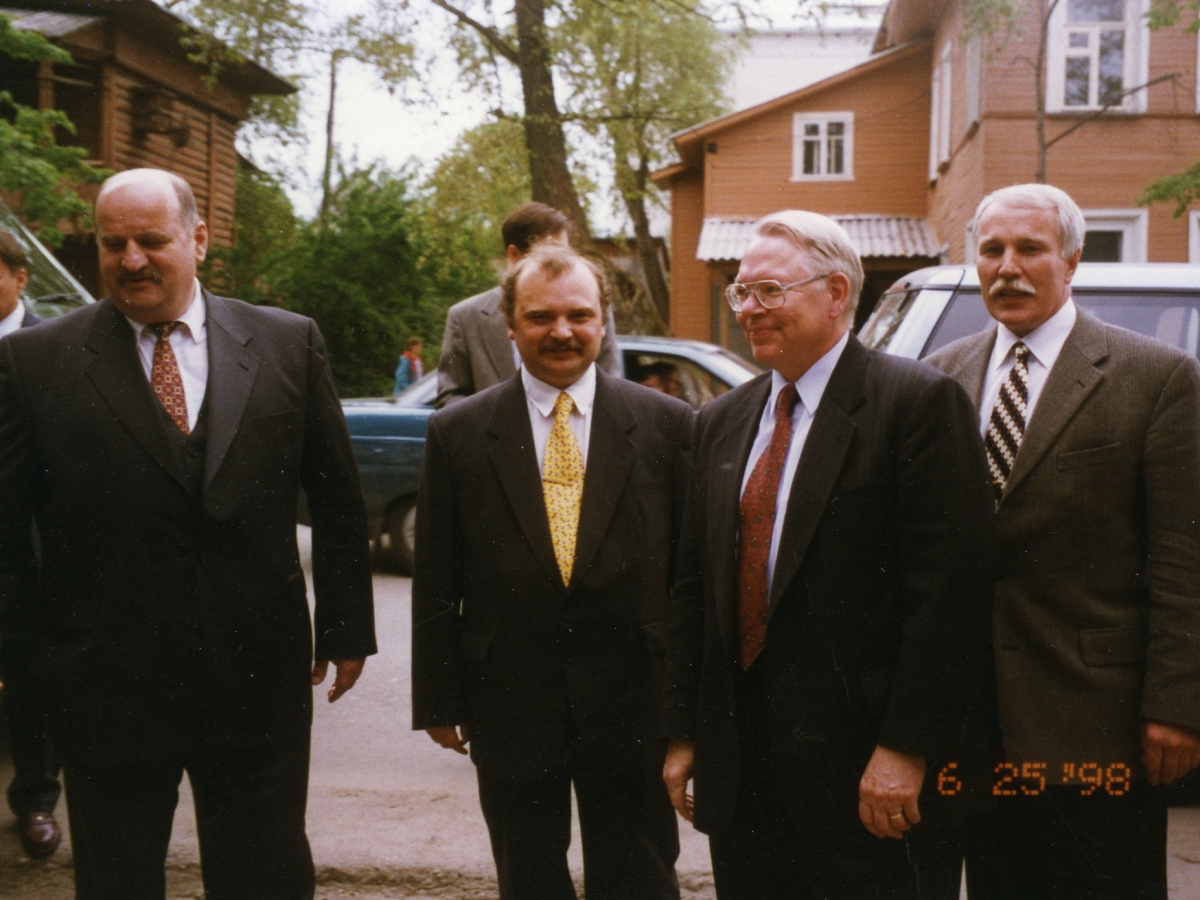
Слева направо: А.С. Якуничев, А.В. Быков, Дж. Коллинз (посол США) и И.А. Поздняков (зам. губернатора Вологодской области) 25 июня 1998 г.
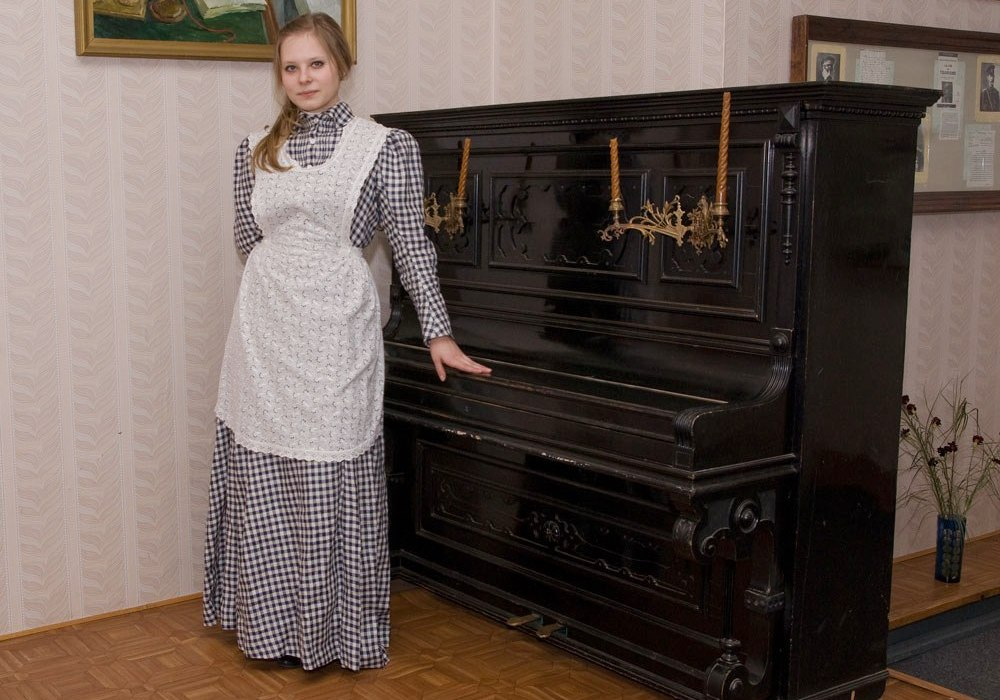
На торжественных мероприятиях музея создавалась атмосфера погружения в эпоху

## Экспозиция музея
Экспозиция Музея дипломатического корпуса была посвящена истории пребывания дипломатов в Вологде в 1918 году. В музее были представлены ценные документы, письма, дневники (из архивов России, США, Великобритании, Франции), а также мемориальные вещи участников тех событий, предметы интерьера XX века, воссоздающие атмосферу и быт постреволюционной России.

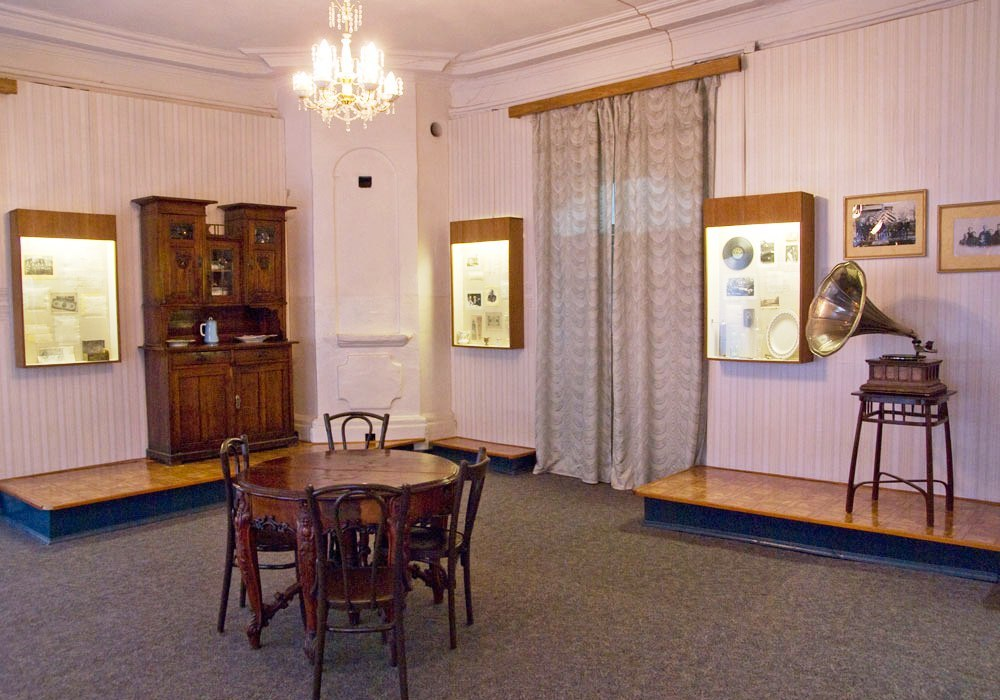
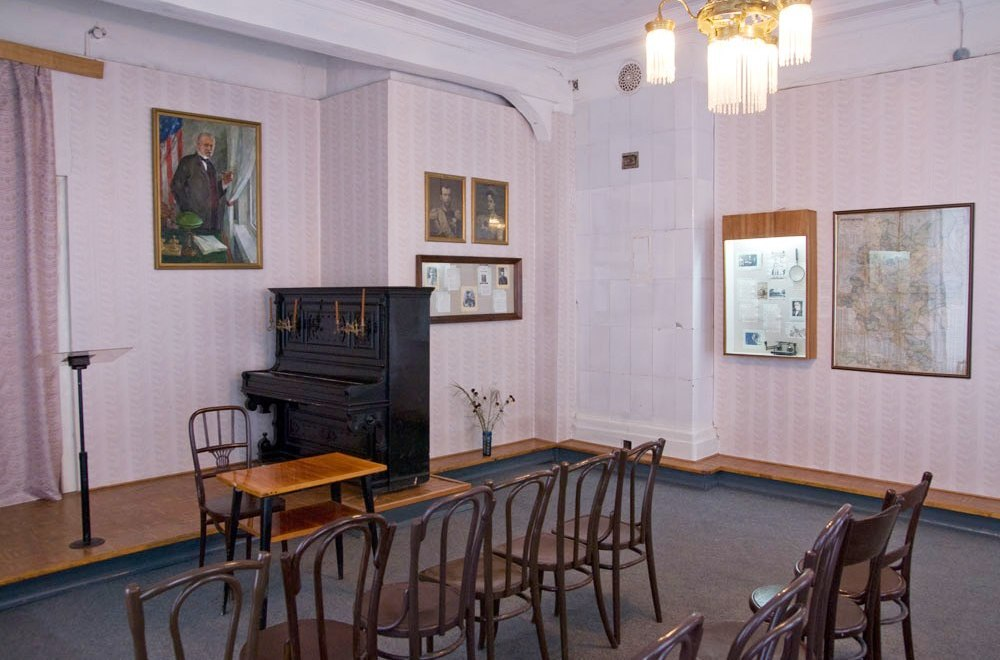
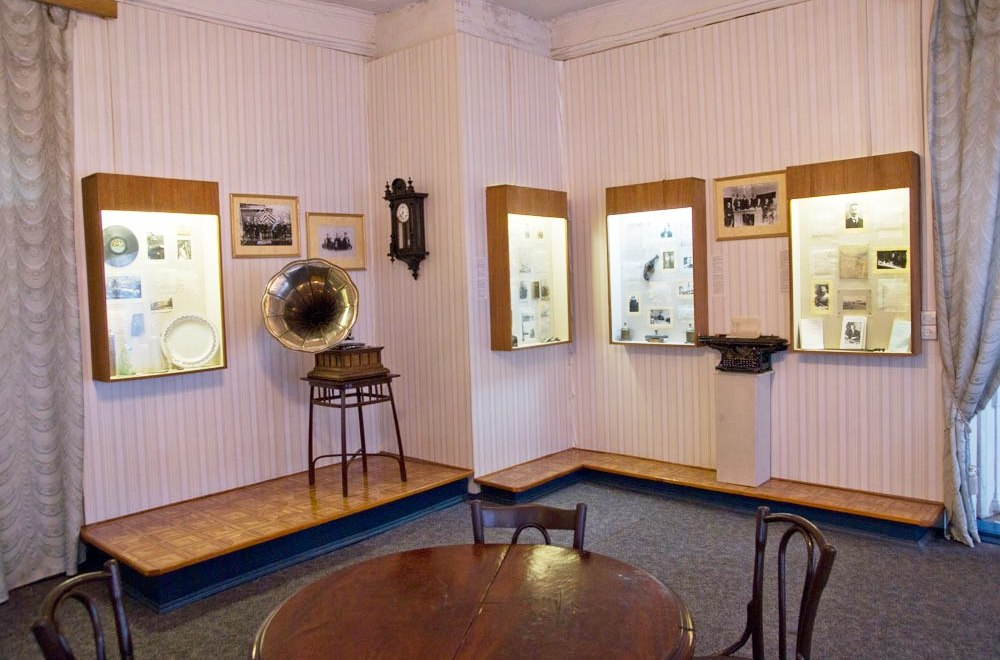

## Деятельность музея

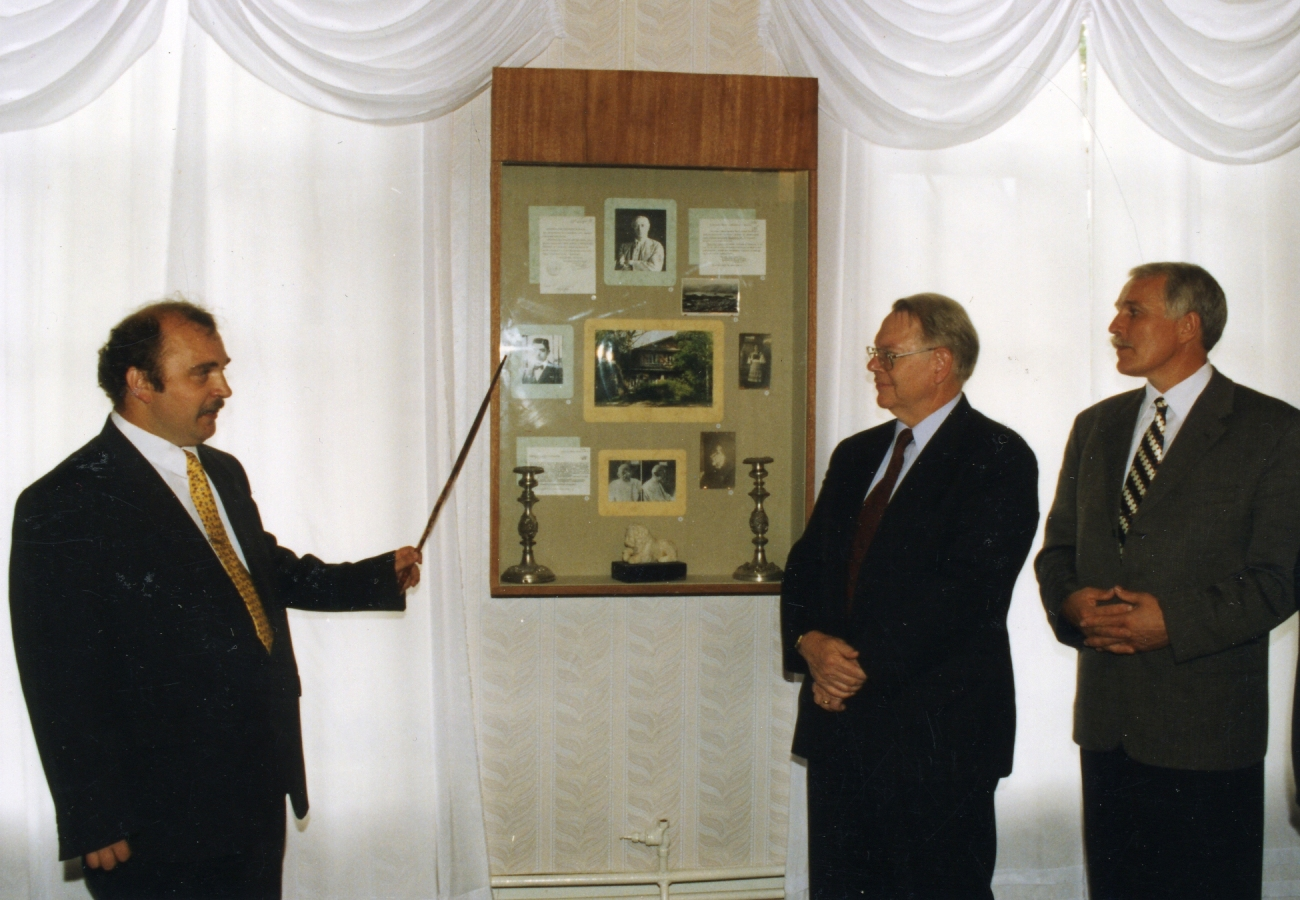
Директор музея А. В. Быков проводит экскурсию

Музей дипломатического корпуса вёл деятельность по приёму российских и иностранных туристов, предлагал культурно-экскурсионную программу как в самом музее, так и по городу, а также музыкальные вечера, творческие встречи, деловые фуршеты в залах музея.

Тема музейной экспозиции также использовалась в качестве основного и дополнительного материала по истории, литературе, иностранному языку для школьников среднего и старшего звена. Музей пользовался особой популярностью среди иностранцев. В нём также работал сувенирный отдел, где был представлен широкий ассортимент сувенирной, полиграфической продукции, предметов народных промыслов и нумизматики.

## Отзывы о музее
Джеймс Ф. Коллинз — чрезвычайный и полномочный посол США в России в 1997—2001 годах:

80 лет назад вписанная послом Фрэнсисом глава в истории российско-американских отношений была скрыта и затёрта. В этом музее показана историческая роль посла Фрэнсиса, его всемерная приверженность идее помощи русскому народу в деле обретения свободы и процветания.
— Дж. Коллинз, 25.06.1998. Книга отзывов «Музея дипломатического корпуса»
Джеральд Майклсон — профессор Канзасского университета США:

Как американец, впервые приехавший в Вологду, я был приятно удивлён что есть такой замечательный музей и такое дружественное отношение к наследию связей между нашими странами
— Дж. Майклсон, 06.03.2001. Книга отзывов «Музея дипломатического корпуса»
Елена Мизулина — депутат Государственной Думы второго (1995—1999), третьего (1999—2003) и пятого (2007—2011) созывов:

Уникальный музей, позволяющий открыть неизвестное об истории города Вологды, России, российско-американских отношений. Больше всего поражает увлечённость А. В. Быкова. Благодаря таким людям как он не оскудеет земля русская, обогатится память народная.
— Е. Мизулина, 04.01.2003. Книга отзывов «Музея дипломатического корпуса»